# 山碕ゆうな
山碕 ゆうな（やまざき ゆうな）は日本の女性声優。主にアダルトゲームに声をあてている。

## 出演作品
太字は主役・メインキャラクター

### ゲーム

#### 2007年
- 熟母温泉（大宮雅代）
- セレブ子持ち妻淫猥調教 〜凌辱管理人〜（皐月悦子）[1]
- 奴隷志願サイト 〜人妻・翔子の記録〜（岡田和美）
- 凌辱!復讐学園 〜輪姦の放課後〜（女子生徒C）

#### 2009年
- 女教師 輪姦調教の檻（片山詩織）
- 私立温泉学園2時間目〜お風呂でレズしちゃダメですか?〜（赤嶺礼子）[2]
- 人妻 湯けむりパラダイス（仲谷玲美）